# Piptadeniopsis
Piptadeniopsis là một chi thực vật có hoa trong họ Đậu.